# Hanne Tott
Hanne Tott o Todd, también llamada Price y Kuhn (Hamburgo, 14 de febrero de 1771-Frederiskberg, 15 de agosto de 1826) fue una artista y directora de circo danesa. Junto a su familia desempeñó un papel importante en la historia del circo en Escandinavia.

## Trayectoria
Sus padres fueron Hanne y Stephen Todd. En 1791, Tott se casó con el artista y director de circo británico James Price (1761-1805) y se convirtió en la madre de los artistas de circo y payasos James Price (1801-1865), Carl Price (1803-?) y Adolph Price (1805-1890).
La pareja realizó giras con su circo por Escandinavia, Dinamarca, Suecia y Noruega. De 1793 a 1794 actuaron en el Teatro Stenborg de Estocolmo. A partir de 1795, actuaron regularmente en Copenhague durante los veranos y durante el invierno realizaban giras por Dinamarca y Noruega. En 1801, fundaron un circo estable en Copenhague.
Tras la muerte de su marido en 1805, se convirtió la directora de la compañía de circo y realizó giras por Alemania y Rusia. En 1810 se casó con Frantz Joseph Kuhn (1783-1832), con quien compartió la dirección del negocio familiar.
A menudo se la confunde con su cuñada la también artista de circo, Rosalía Price.